# Filistata lehtineni
Espèce
Filistata lehtineni est une espèce d'araignées aranéomorphes de la famille des Filistatidae.

## Distribution
Cette espèce se rencontre en Azerbaïdjan, en Arménie et en Iran.

## Description
Le mâle holotype mesure 5,38 mm et la femelle paratype 6,35 mm.

## Systématique et taxinomie
Cette espèce a été décrite par Marusik et Zonstein en 2014.

## Étymologie
Cette espèce est nommée en l'honneur de Pekka T. Lehtinen.

## Publication originale
- Marusik & Zonstein, 2014 : « A synopsis of Middle East Filistata (Aranei: Filistatidae), with description of a new species from Azerbaijan. » Arthropoda Selecta, vol. 23, no 2, p. 199-205 (texte intégral).